# 유럽 고속도로 572호선
유럽 고속도로 572호선(European route E572)은 슬로바키아의 트렌친에서 지아르나트흐로놈까지 이르는 B-클래스급 고속도로로, 총 연장은 101 km이다.

## 경로
- 슬로바키아
  - 트렌친 (E50과 연결)
  - 지아르나트흐로놈